# Amadeo Salvo Lillo

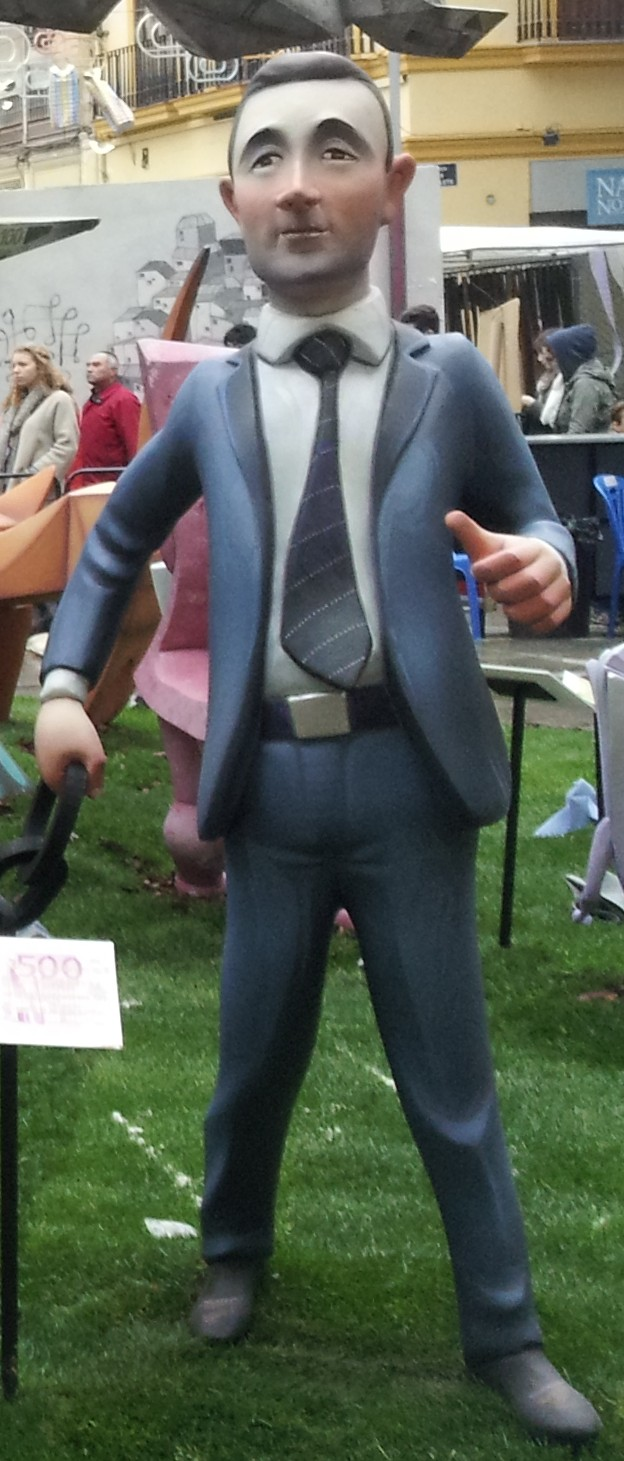
Amadeo Salvo representat en la Falla de la Mercé de 2015.

Amadeo Salvo Lillo (València, 1967) és un empresari valencià, expresident executiu del consell d'administració del València Club de Futbol, president del club entre 2013 i 2015. Actualment és el president de la Unió Esportiva Eivissa.

## València CF

### Arribada al club
En gener de 2013, la Fundació València CF no va poder afrontar el primer pagament dels interessos d'un préstec que havia d'abonar a Bankia, gràcies al qual la Fundació era màxima accionista del València CF des de 2009. Este fet va forçar la intervenció de l'avalista del préstec, la Generalitat Valenciana, la qual va abonar el pagament dels interessos i va intervenir en la Fundació VCF nomenant nous patrons per a assegurar la correcta devolució del préstec i saldar el deute.
El llavors vicepresident del govern valencià, José Císcar, va triar a Federico Varona per encapçalar el projecte i seleccionar als nous patrons, entre els quals es trobaven Amadeo Salvo a l'àrea esportiva i Aurelio Martínez a l'àrea econòmica.
Este fet va produir la dimissió del fins a aquell moment president del club, Manuel Llorente, el 5 d'abril de 2013. El seu substitut va ser el veterà conseller Vicente Andreu fins a la celebració de la junta del 4 de juny, en la qual va ser triat Amadeo Salvo com a nou president al costat del seu nou consell d'administració amb el 93% de suport dels accionistes.

### GloVAL
El nou consell, format per experts en dret, finances i màrqueting, va tenir com a línies principals: (1) el refinançament del deute del club i la Fundació VCF amb Bankia, (2) fer una plantilla més competitiva però amb un menor cost, (3) invertir a millorar la pedrera, (4) millorar la comercialització de la marca VCF i (5) acabar el nou estadi que permetria augmentar les possibilitats econòmiques del club. Tot el projecte va ser mostrat públicament sota el nom de GloVAL.
El club va ser profundament renovat per a la temporada 2013-14 excepte a l'àrea esportiva, en la qual va continuar el director esportiu Braulio Vázquez. Es va contractar el tècnic Miroslav Djukic i futbolistes que no milloraven els que marxaven, la qual cosa va conduir a mals resultats i a les destitucions tant del director esportiu com del tècnic abans d'acabar el 2013. El nou manager general esportiu, Rufete, va contractar el tècnic Juan Antonio Pizzi i va renovar gran part de la plantilla al mercat d'hivern.

### Procés de venda
Malgrat la intenció d'Amadeo Salvo i d'Aurelio Martínez (president de la Fundació VCF) de refinançar els deutes amb Bankia, l'entitat financera el 10 de desembre de 2013 va rebutjar públicament aquesta possibilitat i va sol·licitar la cerca d'inversors per al club. Davant la negativa del banc a refinançar, Amadeo Salvo va presentar al multimilionari Peter Lim davant el banc i les institucions, amb interès a adquirir les accions del club i crear un fort projecte esportiu, però l'oferta va ser descartada per Bankia, que va seguir el seu procés de cerca d'inversor.
Amadeo Salvo es va negar a col·laborar amb el banc i els seus inversors després de la nul·la transparència de Bankia en el procés que va iniciar sense comptar amb el club ni la fundació, i sense informar del procés ni de les ofertes rebudes. Va aconseguir el gener de 2014 que la Fundació VCF liderés el procés de venda amb la creació d'unes bases i una Comissió Gestora en la qual estaven representades les parts implicades: el València CF, la Fundació VCF, Bankia i la Generalitat Valenciana. Aquesta comissió va estudiar a la primavera les 7 ofertes rebudes per adquirir el 70% de les accions del club i afrontar els deutes.
El 17 de maig de 2014 va ser aprovat en el patronat de la Fundació VCF per unanimitat (22 vots) la venda de les accions a l'empresa de Peter Lim, que confiava en la continuïtat del projecte GloVAL d'Amadeo Salvo al capdavant del club, però amb un potent respatller econòmic per sanejar econòmicament al club i retornar al València al major nivell europeu. En no tenir el vistiplau de Bankia per a la liquidació o refinançament del deute, els advocats de Lim van haver de negociar diversos mesos amb l'entitat bancària i després d'aquesta negociació l'oferta va resultar modificada, i signada el 24 d'octubre.

### L'era Peter Lim
Un dels desitjos de Peter Lim era la contractació del desconegut tècnic portuguès Nuno Espírito Santo, la qual cosa va portar a la destitució de Juan Antonio Pizzi malgrat que comptava amb la confiança de Rufete i d'Amadeo Salvo. Tots dos van acceptar la incorporació de Nuno. La signatura de la venda de les accions tardava a tancar-se per la negociació entre Lim i Bankia, la qual cosa va comportar una difícil planificació esportiva per a la temporada 2014/15, en la qual van col·laborar el manager general esportiu Rufete, amb Ayala i Salvans, juntament amb el fons de jugadors de Lim i el seu soci Jorge Mendes, que van fer possible l'arribada de tres futbolistes i l'aval del fitxatge de Negredo.
L'1 de desembre de 2014 es va celebrar la Junta General Extraordinària del València CF en la qual es va incorporar definitivament el nou consell d'administració, en el qual continuava Amadeo Salvo per exprés desig de Peter Lim, però amb el càrrec de President Executiu, mentre que la presidència del Consell d'Administració seria per a la mà dreta de Peter Lim, la Sra. Lay Hoon Chan. Assumeix el càrrec per un termini aproximat d'un any.